# Єленьч (Поморське воєводство)
Єленьч (пол. Jeleńcz, нім. Jellentsch, 1936-45: Hirschfelde) — село в Польщі, у гміні Пархово Битівського повіту Поморського воєводства.
Населення — 118 осіб (2011).
У 1975-1998 роках село належало до Слупського воєводства.

## Демографія
Демографічна структура станом на 31 березня 2011 року:
|          | Загалом | Допрацездатний вік | Працездатний вік | Постпрацездатний вік |
| -------- | ------- | ------------------ | ---------------- | -------------------- |
| Чоловіки | 57      | 22                 | 34               | 1                    |
| Жінки    | 61      | 25                 | 27               | 9                    |
| Разом    | 118     | 47                 | 61               | 10                   |